# Wereldtentoonstelling van 1889
De Wereldtentoonstelling van 1889 was een wereldtentoonstelling die van 6 mei tot 31 oktober 1889 plaatsvond in Parijs. Het Bureau International des Expositions heeft de tentoonstelling achteraf erkend als de 10e universele wereldtentoonstelling. De tentoonstelling is vooral bekend omdat ter gelegenheid ervan de Eiffeltoren werd gebouwd en de tentoonstelling van het Nederlandse Heineken bier dat een Grand Prix won. 

## Algemeen
De tentoonstelling werd gehouden in het jaar dat ook het 100-jarig jubileum van de Bestorming van de Bastille werd gevierd, een symbool dat algemeen gezien wordt als het begin van de Franse Revolutie. Voor de tentoonstelling werd een reconstructie van de Bastille gemaakt, die tijdens de tentoonstelling dienstdeed als bijeenkomstpunt en balzaal.
Het totale oppervlak van de tentoonstelling besloeg 0,96 km², inclusief de Champ-de-Mars, de Palais de Chaillot, de Quai d'Orsay, een stuk van de Seine en het Hôtel des Invalides. Transport op de tentoonstelling werd grotendeels geregeld door een 3 kilometer lange spoorlijn van Decauville. De trein op dit spoor zou in zes maanden tijd 6.342.446 passagiers hebben vervoerd. Enkele van de locomotieven werden later in gebruik genomen op de Chemins de Fer du Calvados.

## Bouwwerken

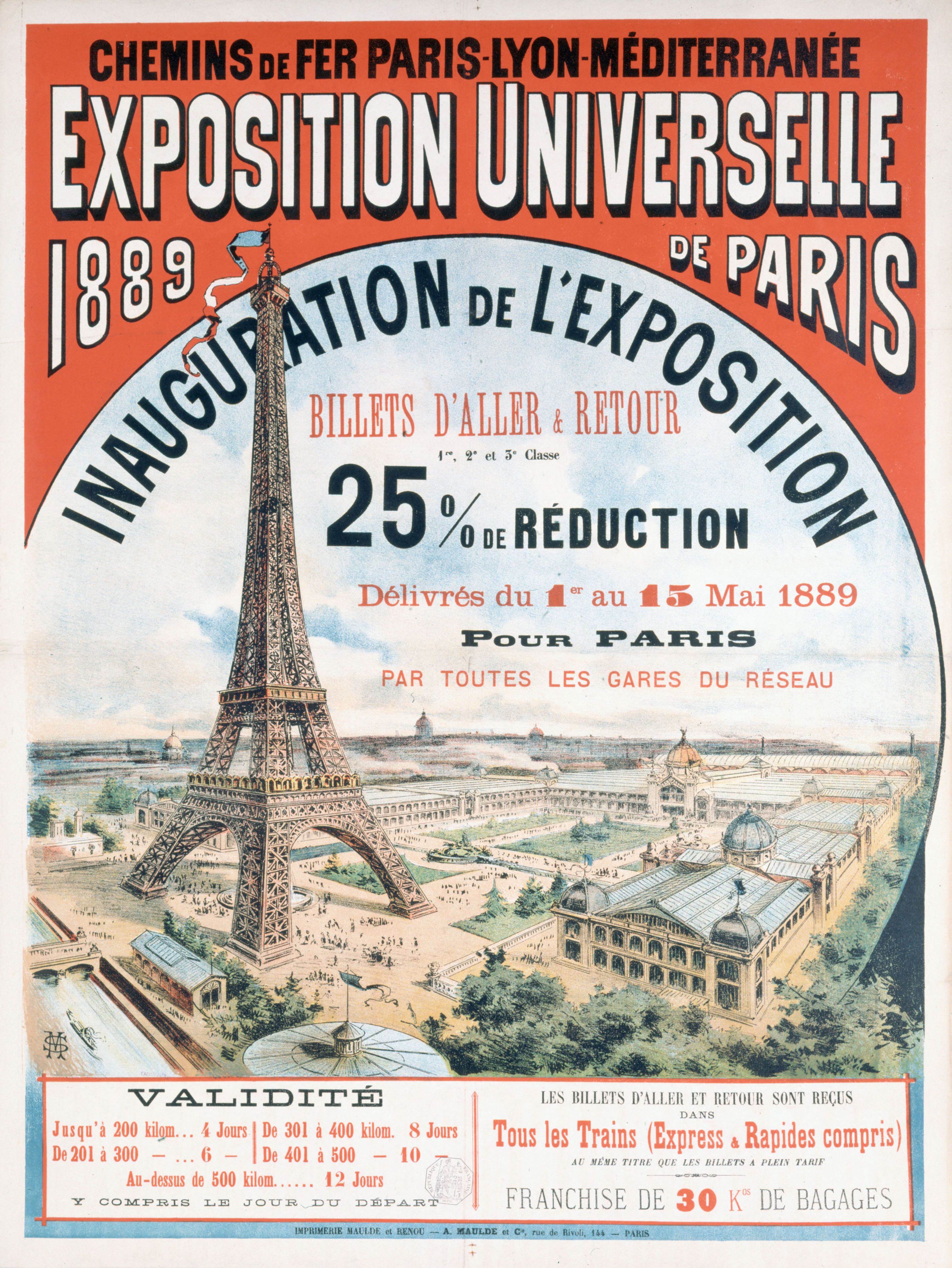
Poster van de tentoonstelling

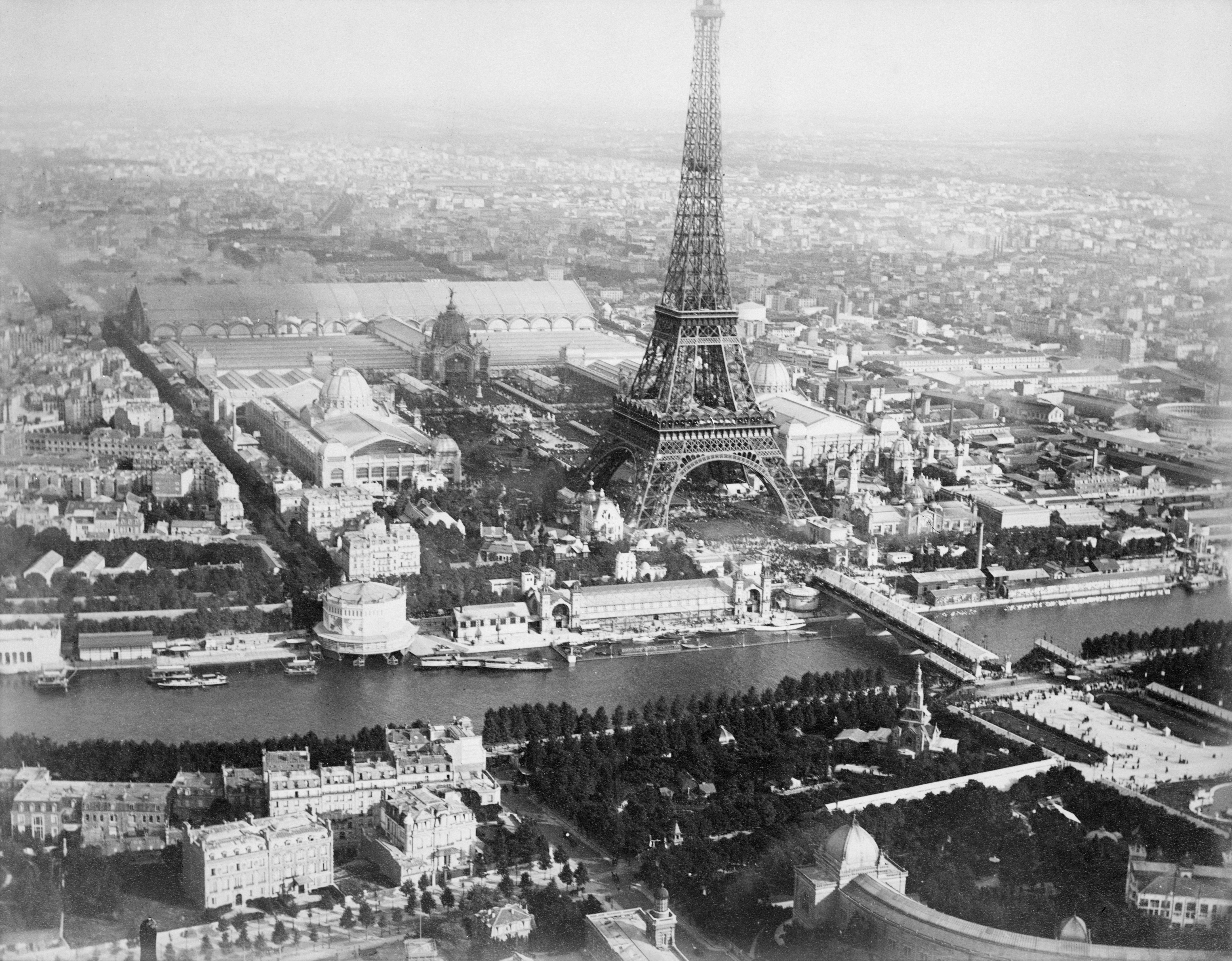
Luchtfoto van de Exposition Universelle in 1889.

Het centrale symbool van de tentoonstelling was de Eiffeltoren, die in 1889 werd voltooid en als toegangspoort diende tot het terrein waar de tentoonstelling plaatsvond. De toren werd ontworpen door Gustave Eiffel.
Een ander bekend gebouw dat speciaal voor de tentoonstelling werd gebouwd was het Palais des Machines, ontworpen door architect Ferdinand Dutert (1845-1906) en ingenieur Victor Contamin (1840-1893). Het werd opnieuw gebruikt tijdens de tentoonstelling van 1900 en uiteindelijk afgebroken in 1910. Het gebouw was 420 meter lang, 115 meter breed en 48 meter hoog. Het was op dat ogenblik het grootste glas-ijzer gebouw ter wereld.
Deel 10 van “Studies in the History of Civil Engineering: Structural Iron and Steel 1850-1900” (gepubliceerd door Ashgate Publishing Limited en redactie door Robert Thorne in 2000), bevat een artikel van John W. Stamper, The Galerie des Machines of the 1889 Paris world’s fair. Hierin meldt Stamper dat het gebouw eigenlijk van staal gemaakt had moeten worden, maar dat men op het laatste moment voor smeedijzer koos. Architectuurhistorici twisten nog over deze zaak. Ook de Eiffeltoren is gemaakt van smeedijzer.
De tentoonstelling bevatte tevens een gebouw van de Parijse architect Pierre-Henri Picq. Dit was een structuur van ijzer en glas, versierd met keramische tegels. Na de tentoonstelling werd het gebouw verscheept naar Fort-de-France en daar opnieuw in elkaar gezet. Daar staat het nu bekend als de Schœlcherbibliotheek als eerbetoon aan Victor Schoelcher, de man die de beweging voor afschaffing van de slavernij op Martinique leidde.
De Opéra Comique werd officieel geopend op 14 mei 1889, bijna gelijktijdig met het begin van de tentoonstelling. Er werd een opera opgevoerd, Jules Massenet's Esclarmonde, die speciaal voor de tentoonstelling was geschreven. Hierin maakte de Amerikaanse sopraan Sybil Sanderson haar debuut. De voorstelling trok vijftig avonden lang bezoekers op de tentoonstelling.
William Stroudley, een locomotiefsuperintendent van de London, Brighton and South Coast Railway, stierf terwijl hij op de tentoonstelling was. Hij stelde er een van zijn locomotieven tentoon. Heineken ontving op de tentoonstelling de Grand Prix.
Buffalo Bill voerde op de tentoonstelling samen met de Amerikaanse scherpschutter Annie Oakley een 'Wild West Show' op.

## Koloniale expositie

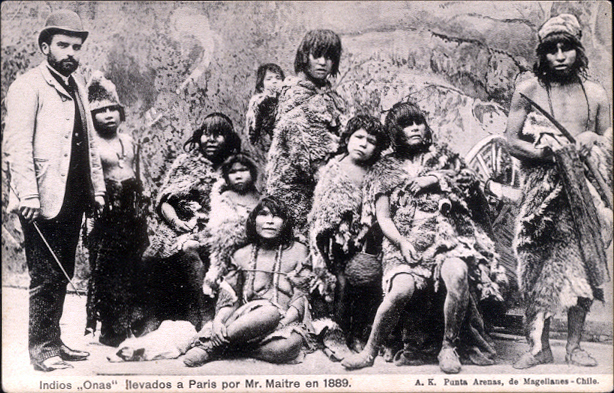
Inwoners van Tierra del Fuego (Argentijns Patagonië), door de Belgische walvisvaartondernemer Maurice Maître naar Parijs gebracht voor de tentoonstelling.

Op een verderop gelegen terrein op de Esplanade des Invalides werd het landbouw- en koloniale gedeelte geëxposeerd. Hier werden de verschillende Franse koloniën gerepresenteerd met architectuur, ambachten, kunst en muziek. Daarnaast werden in nagebouwde inheemse dorpen in totaal zeshonderd personen uit de verschillende koloniën als etnologisch bezienswaardigheid geëxposeerd. Op dit terrein was ook de village Javanais gebouwd, een kampong, als uitzondering niet uit de Franse koloniën maar uit Nederlands-Indië. Gekopieerd van het Nederlandse koloniale paviljoen op de koloniale tentoonstelling van 1883 in Amsterdam stonden verschillende soorten bamboehuizen opgesteld; zestig inwoners van Java en Sumatra toonden ambachten, dans en muziek. De optredens van de dansers uit Java bleken samen met de Eiffeltoren de twee grote attracties van de tentoonstelling te zijn. Het dorp had een entreeprijs van 50 centimes en trok 875.000 bezoekers. Op de tentoonstelling hoorde de Franse componist Claude Debussy voor het eerst Javaanse gamelanmuziek. Dit inspireerde hem voor latere werken en betekende de start van ambientmuziek.

## Statistieken
- Kosten: 41.500.000 frank
- Opbrengst: 49.500.000 frank
- Bezoekers: 32.250.297
- Exposanten: meer dan 61.722, waarvan 55% van Franse afkomst